# Wasserfluglinie Altona–Dresden

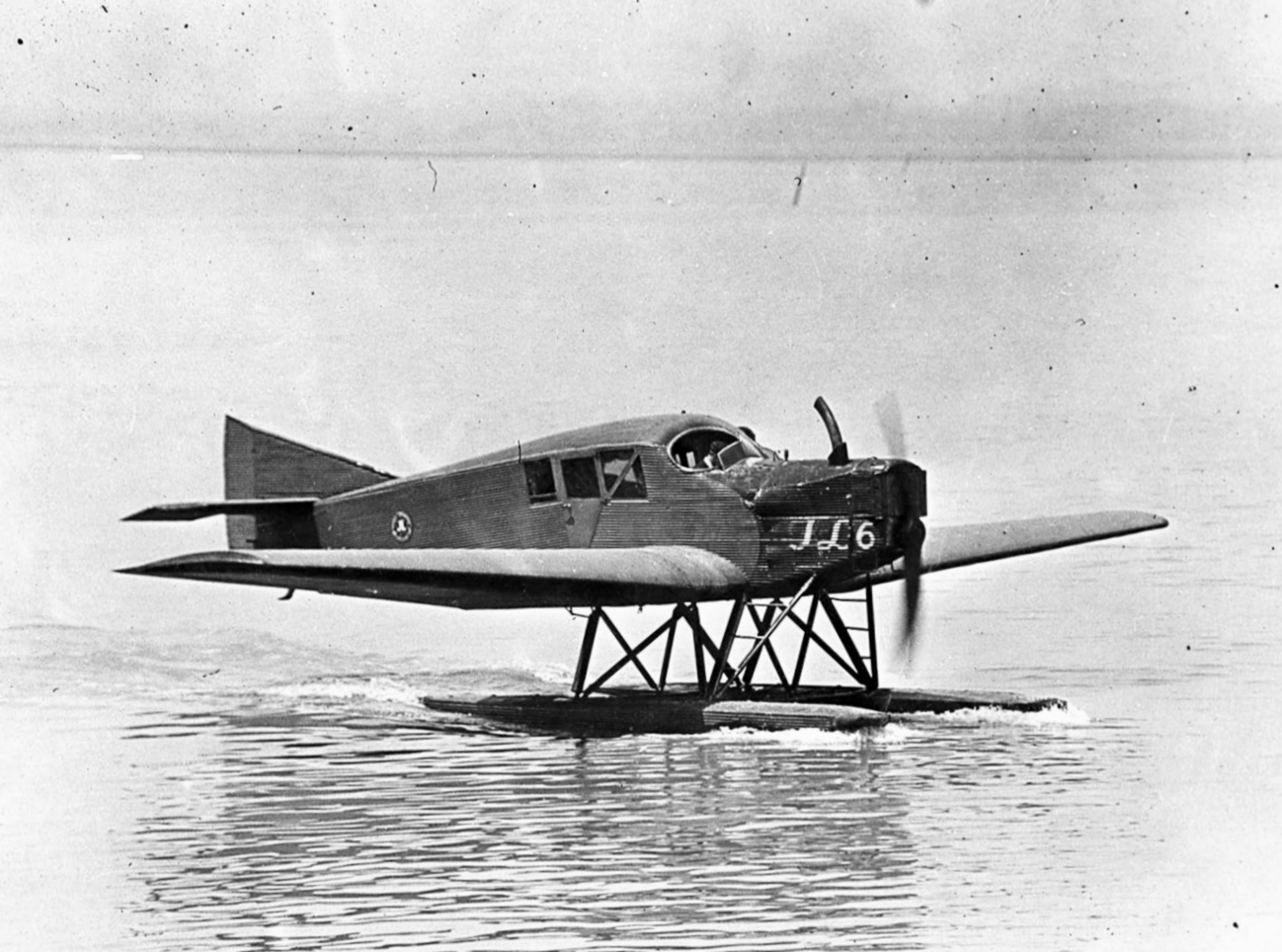
Larsen JL-6 mit Schwimmern; die baugleichen Junkers F 13 flogen auf der Wasserfluglinie

Die Wasserfluglinie Altona–Dresden (auch Blaue Linie genannt) war eine Luftverkehrsverbindung mit Wasserflugzeugen zwischen Altona (heute Teil von Hamburg) und Dresden von 1925 bis 1926. Sie war die erste innerhalb Deutschlands und führte entlang der Elbe mit einer Zwischenlandung in Magdeburg.

## Vorgeschichte
Schon 1920 verband die kolumbianische Fluggesellschaft SCADTA (Sociedad Colombo Alemana de Transportes Aereos) mit drei Flugzeugen vom Typ Junkers F 13 der Junkers Flugzeugwerke in Dessau die Hafenstädte Barranquilla und Cartagena entlang des Magdalenenstromes mit der kolumbianischen Hauptstadt Bogotá. Auch wurde am 5. Juni 1925 eine europäische Wasserflugverbindung von Danzig nach Stockholm eröffnet.
Die Städte Dresden, Magdeburg und Altona schlossen danach mit der Junkers Luftverkehr AG einen Vertrag, um ab 1925, zunächst für die Dauer von drei Monaten, einen regelmäßigen Luftverkehr auf der Elbe durchzuführen. Die Stadt Dresden kaufte die Maschinen und die Städte Altona und Magdeburg mussten die Selbstkosten des Betriebs in Höhe von 67.500 Reichsmark garantieren. Die Reichspost musste zusätzlich jeden Flug finanziell unterstützen.
Die Junkers Flugzeugwerke bauten zwei Flugzeuge vom Typ F 13, die in der Königsberger Werft mit Schwimmern versehen wurden. Die Flugzeuge hatten die Kennzeichen D 272 und D 583 (auch Silbermöwe und Wildente genannt). Eine weitere Maschine mit dem Kennzeichen D 433 und dem Beinamen Baumläufer kam später hinzu. Am Sonntag, dem 9. August 1925 traf das erste Flugzeug in Dresden ein. Altona erhielt ebenfalls eine umgerüstete Maschine.

## Beginn der Verbindung

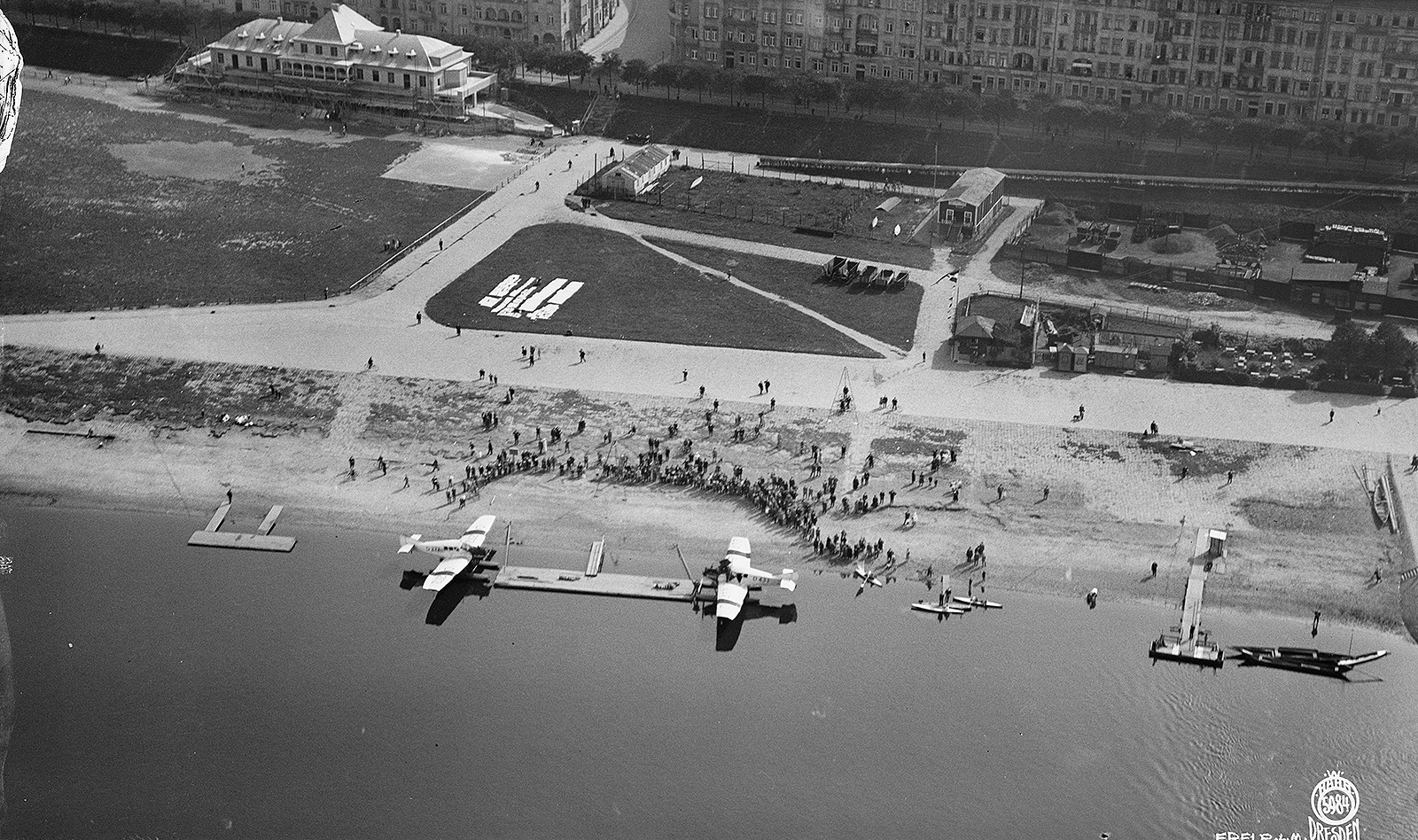
Luftaufnahme des Wasserflugplatzes Dresden-Johannstadt (1925)

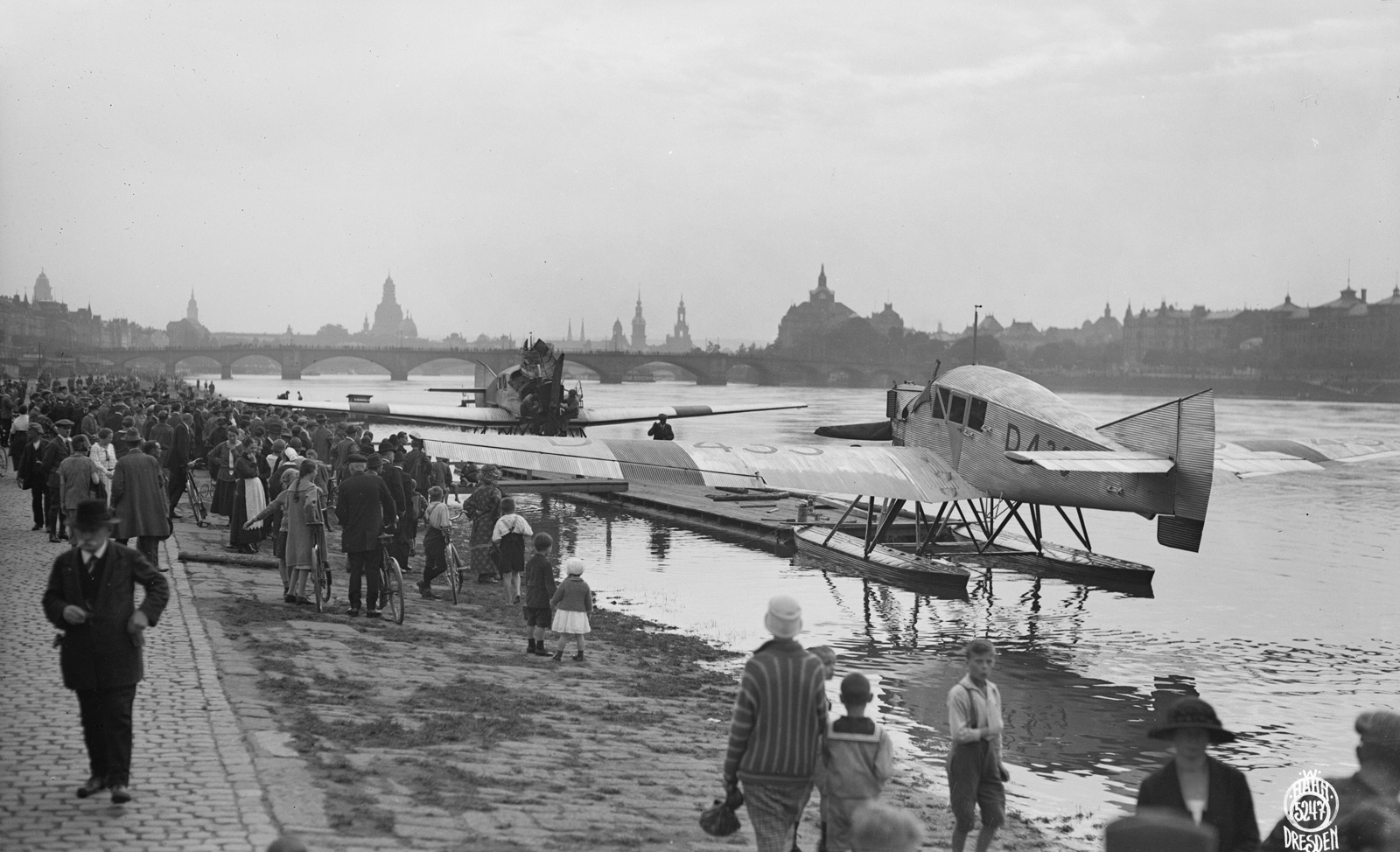
Wasserflugplatz Dresden-Johannstadt (1925) mit der D433 im Vordergrund

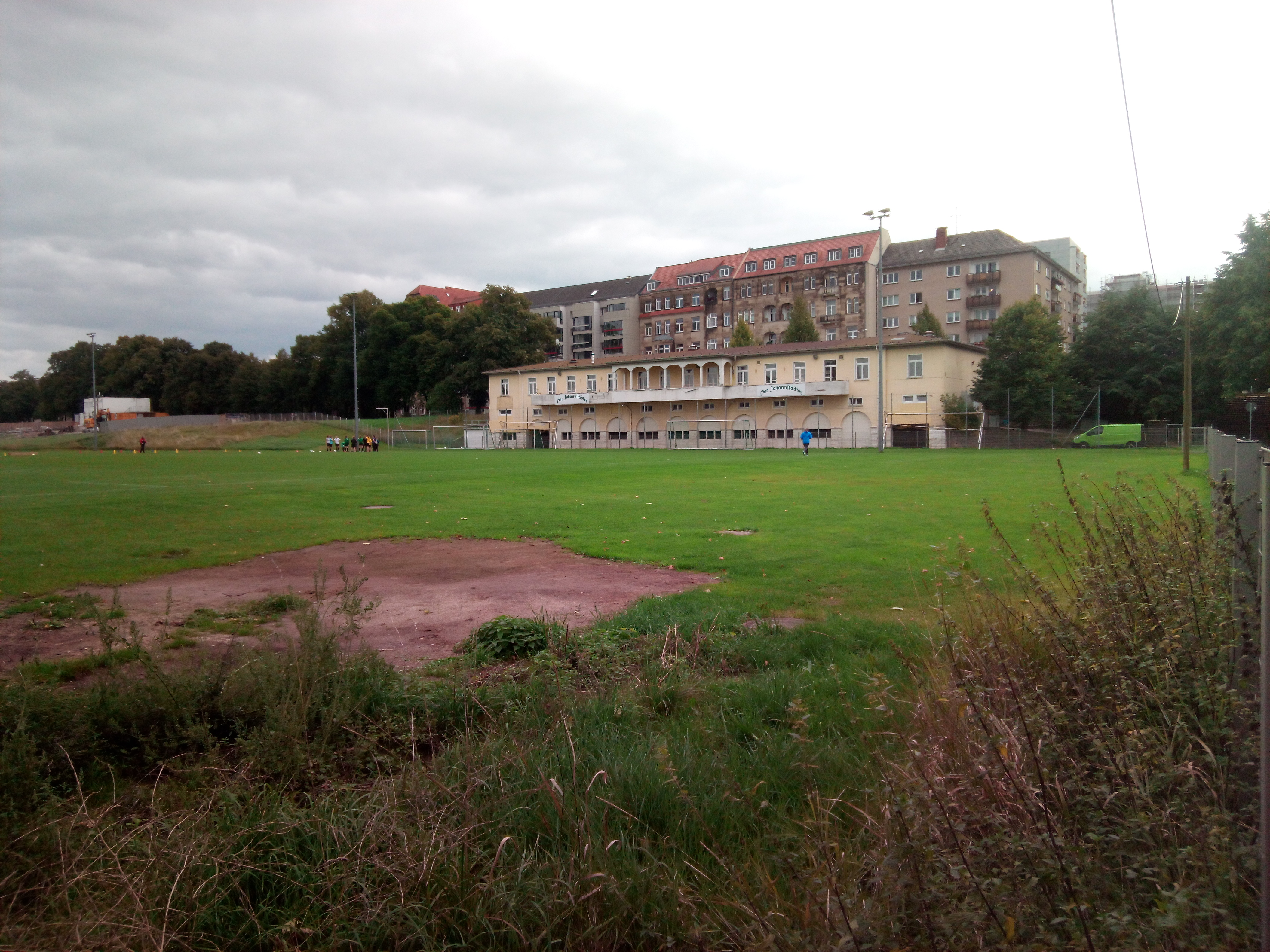
Ehemaliges Abfertigungsgebäude in Dresden-Johannstadt, 2017

Zuerst wurde am 29. Mai 1925 noch ein Versuchsflug mit einer F 13 von der Elbe bei Dessau bis nach Dresden durchgeführt. Am 10. August 1925 war es dann so weit, der erste Start eines Flugzeuges am Ufer in Dresden-Johannstadt in Höhe der damaligen Gneisenaustraße (heute Bundschuhstraße) erfolgte unter Beteiligung vieler Schaulustiger. Die F 13 mit dem Kennzeichen D 272 startete mit drei Passagieren an Bord um 11:45 Uhr. Die fast 450 km lange Strecke von Dresden über Riesa, Torgau und Wittenberg führte nach Magdeburg, wo eine 20-minütige Zwischenlandung vorgesehen war. Beim Eröffnungsflug kam es jedoch in Magdeburg zu einer Havarie, die Maschine kollidierte mit einem Bootshaken, musste repariert werden und es kam damit zu einer Zeitverzögerung. Der Weiterflug über Tangermünde, Wittenberge und Lauenburg verlief ohne weitere Zwischenfälle, sodass die Maschine gegen 18 Uhr verspätet in Altona landete.
Die Blaue Linie in Altona wurde am gleichen Tag vom Altonaer Oberbürgermeister Max Brauer (dem späteren Senatschef) eröffnet.
Das Gegenflugzeug mit dem Kennzeichen D 583 startete um 12:45 Uhr mit dem Piloten Neumann in Altona und konnte nach einem Flug in durchschnittlich 800 m Höhe bei einem Stundenmittel von 145 km 120 Minuten später an der Rotehornspitze in Magdeburg zwischengelandet werden. Um 16:45 Uhr erreichte die Maschine Dresden-Johannstadt. Täglich außer sonntags verkehrten fortan zwei Flugzeuge auf der Wasserfluglinie zwischen Dresden und Altona.

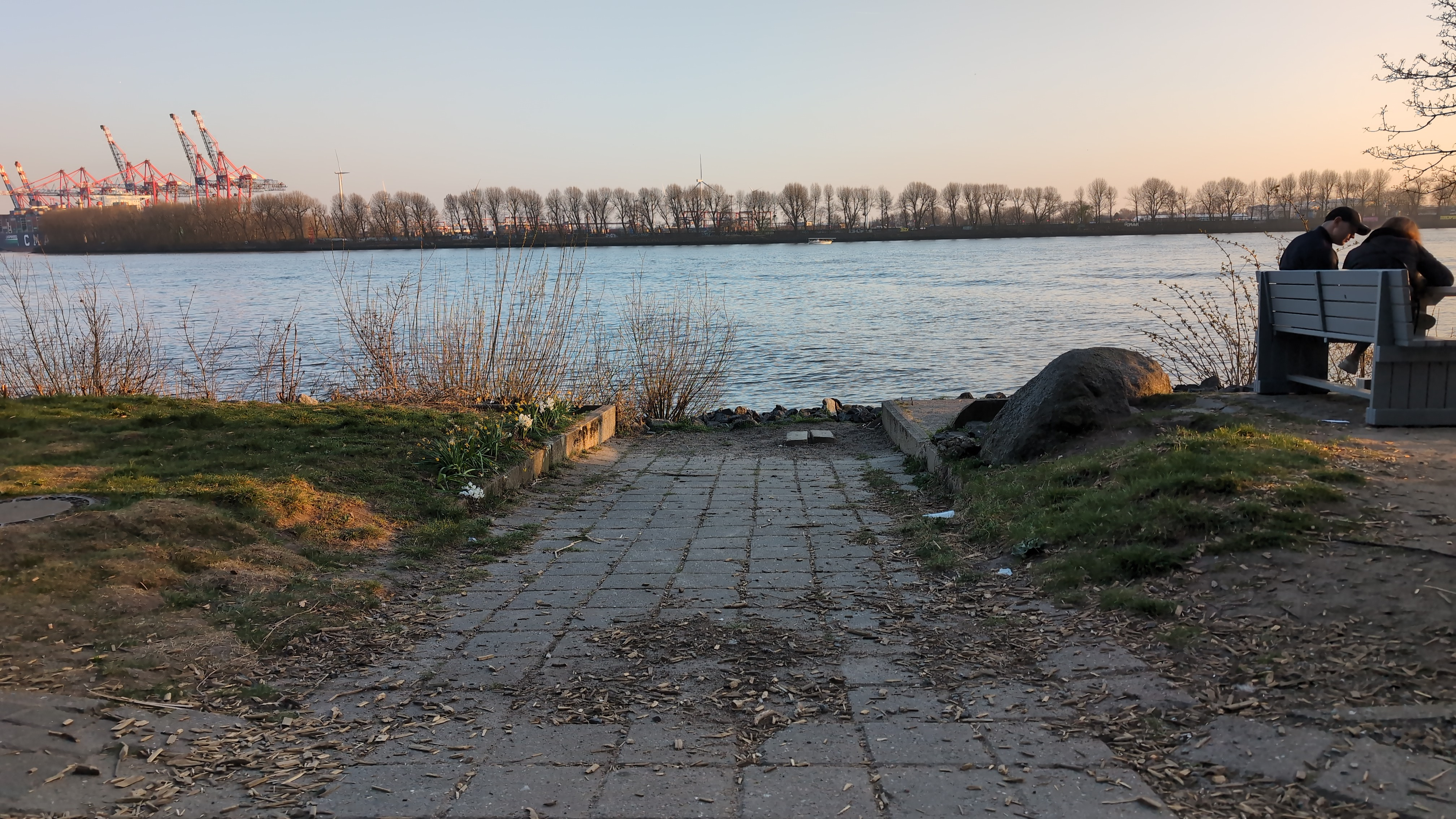
Ehem. Anleger Wasserflugplatz Altona 1925/26

Im Dresdner Anzeiger vom 12. August 1925 war der Telegrammwechsel zwischen dem 2. Oberbürgermeister Wilhelm Külz (Dresden) und dem Oberbürgermeister von Altona anlässlich der Eröffnung der Wasserfluglinie Dresden – Hamburg-Altona abgedruckt:

„Die bei der Eröffnung der neuen Fluglinie übersandten Grüße erwidern wir auf das herzlichste mit aufrichtigen Wünschen für das Blühen und Gedeihen der Stadt Altona. Möge diese neue Förderung des Verkehrs die Städte an der deutschen Elbe einander näherbringen und der väterlichen Wirtschaft zum Segen gedeihen.“

Die Flugpreise zwischen Dresden und Magdeburg betrugen 40 Reichsmark (RM) und zwischen Magdeburg und Altona 50 RM. Jeder Passagier konnte Freigepäck bis 10 kg unentgeltlich befördern; für Übergepäck und Frachtsendungen galten Festpreise.
Die Kasse zur Bezahlung der Flugtickets befand sich im ehemaligen Bootshaus in Dresden-Johannstadt – dem heutigen Restaurant Johannstädter. Die Tickets in Altona für die zweimal täglich besetzte Passage wurden in einer Holzbaracke verkauft, dem heutigen Restaurant Elbkate. Im Gegensatz zu einem Bootsstieg in Dresden, von dem die Passagiere direkt in das Flugzeug einsteigen konnten, beförderte in Altona ein Ruderboot die Fluggäste zur Maschine auf der Elbe.
Mit den Wasserflugzeugen wurden – wie bei anderen Flugzeugrouten üblich – Briefe jeder Art, Pakete (die in keiner Abmessung 60 cm überschreiten durften) und Zeitungen ab dem 15. August 1925 befördert.

## Einstellung

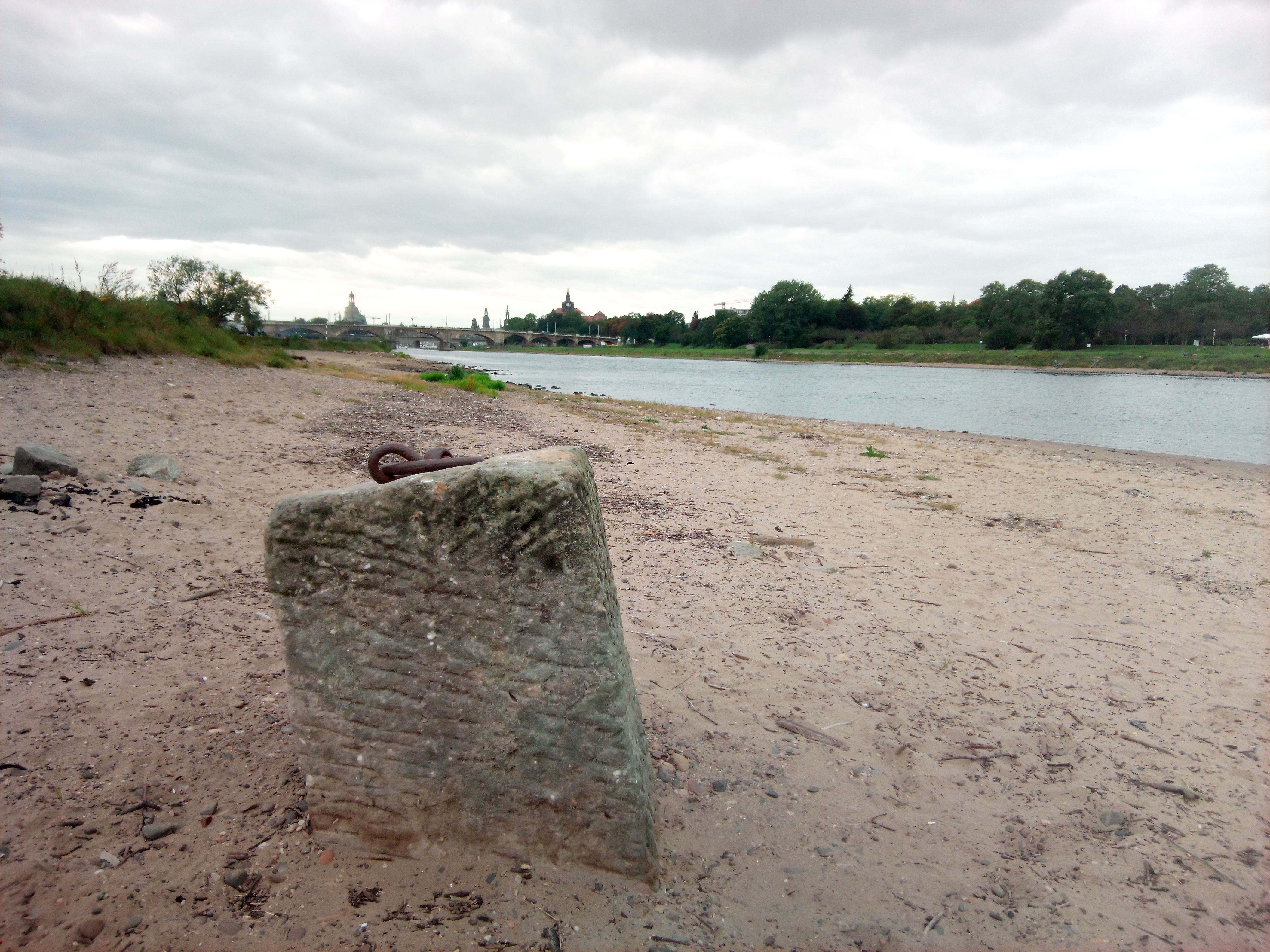
Poller des ehemaligen Landungssteges in Dresden-Johannstadt am Elbufer, 2017

Die Blaue Linie wurde kein Erfolg. Bis zum Sommer des Jahres 1926 fanden nur 134 Flüge statt. Die Luftpostbeförderung endete schon am 11. November 1925. Wegen Hochwasser und Eisschollen konnten die Maschinen im Winter oft nicht starten, bei der Kälte blieben die Passagiere aus. Am 6. Januar 1926 übernahm die Luft Hansa den Betrieb, ein Zusammenschluss der Junkers Luftverkehr mit der Deutschen Aero Lloyd. Die neue Betriebsgesellschaft plante jetzt sogar, die Linie bis zur Insel Helgoland zu verlängern. Doch dazu kam es nicht mehr. Der Wasserflughafen an der Südspitze des Magdeburger Rotehornparkes erschien preußischen Beamten zu klein und die Landekonzession wurde entzogen. Als im Sommer 1926 auch eine Landflugverbindung vom Flughafen Dresden-Heller nach Hamburg-Fuhlsbüttel angeboten wurde, konnte die Wasserfluglinie nicht mehr mithalten und stellte ihren Betrieb ein. Die Wasserflugzeuge vom Typ Junkers F 13 wurden nach Dresden überführt und in einer Halle des alten Flugplatzes Dresden-Kaditz von Schwimmern auf Räder umgerüstet.
Heute sind nur noch das Abfertigungsgebäude und die Poller des Landungssteges in Dresden-Johannstadt erhalten.

## Nachwirkung
Der Philatelistenverband der DDR gab zum 65. Jahrestag der Eröffnung der Linie 1990 eine Sonderpostkarte mit Sonderstempel heraus.
Aus Anlass des 70. Jahrestags der Eröffnung der ersten europäischen Wasserfluglinie fand am 12. August 1995 eine Festveranstaltung am Johannstädter Elbufer statt. Ein Wasserflugzeug vom Typ Maule M 6 mit dem Piloten Jörg Steber († 2006) von der Himmelsschreiber GmbH Wasserflug Hamburg flog deshalb von Altona nach Dresden.
Am 23. August 1997 flog eine DHC 2 Beaver anlässlich der 10-jährigen Städtepartnerschaft von Hamburg-Altona nach Dresden.